# پان ژانله
پان ژانله (چینی: 潘展乐؛ زادهٔ ۴ اوت ۲۰۰۴) ورزشکار ورزش شنا اهل چین است.
وی در مسابقات کشوری و بین‌المللی در مجموع برندهٔ ۹ مدال طلا، ۵ مدال نقره، ۱ مدال برنز شده است.